# Shweli
Der Shweli (birmanisch: ရွှေလီမြစ်, Shweli Myit, sinisiert 瑞丽江,  Ruìlì Jiāng [ʐweɪ̯˥˩li˥˩ʨjɑŋ˥],  Shan: Nam Mao, im Oberlauf chinesisch 龙川江, Pinyin Longchuan Jiang) ist ein Strom in Südostasien. Er fließt durch den Westen Yunnans in der Volksrepublik China und den Norden Myanmars und ist einer der drei großen Nebenflüsse des Irrawaddy. Er fließt durch tropisches Gebiet.

## Verlauf
Der Fluss entspringt als Longchuan Jiang im Norden der bezirksfreien Stadt Baoshan, nahe der Grenze zum Kachin-Staat Myanmars, durchfließt die Stadt in Nord-Süd-Richtung, wendet sich dann nach Westen in Richtung des autonomen Bezirks Dehong der Dai und Jingpo, durchfließt dort die kreisfreie Stadt Mang und ändert beim Eintritt in die kreisfreie Stadt Ruili seinen Namen in Ruili Jiang. Unter diesem Namen bildet er die Grenze zum myanmarischen Shan-Staat, bevor er ganz in diesen eintritt, wo er Nam Mao oder af Birmanisch Shweli Myit genannt wird. Er durchfließt den Norden des Staates in einem nordwestwärts gerichteten Bogen, fast parallel zur Grenze des Kachin-Staates, und biegt dann nach Westen ab, um in den Irrawaddy zu münden. Die letzten ca. 10 Kilometer verlaufen auf dem Gebiet der Sagaing-Division, nachdem der Fluss schon vorher etwa 50 km lang die Grenze zwischen Shan-Staat und Sagaing-Division bildete.
Er durchfließt als Ruili Jiang, ebenso wie der Daying Jiang, den 1.100 km² großen Ruilijiang-Dayingjiang-Nationalpark (瑞丽江─大盈江风景名胜区), der in Yunnan an der Grenze zu Myanmar liegt.

## Bedrohte Tierarten
Ende des 19. Jahrhunderts wurde der Irawadidelfin bei Hochwasser auch im Shweli gesichtet. Das Krokodil Gangesgavial wurde früher auch am Shweli gesichtet. 1927 wurde ein Exemplar geschossen. Am Shweli lebte früher die Weißflügelente, die heute vom Aussterben bedroht ist. Sie galt noch in den 1940er Jahren als eine der charakteristischsten Vogelarten des Flusses. Der myanmarische Flussabschnitt bildet einen der endemischen Lebensräume der Hinterindischen Pfauenaugenschildkröte (Morenia ocellata), wobei mit Stand von 2006 nicht klar ist, ob sie hier nicht schon ausgerottet wurde.